# Wartenstein
Wartenstein är ett berg i Österrike.   Det ligger i distriktet Voitsberg och förbundslandet Steiermark, i den östra delen av landet, 160 km sydväst om huvudstaden Wien. Toppen på Wartenstein är 779 meter över havet, eller 59 meter över den omgivande terrängen. Bredden vid basen är 1,9 km.
Terrängen runt Wartenstein är lite bergig. Närmaste större samhälle är Voitsberg, 3,2 km norr om Wartenstein. 
I omgivningarna runt Wartenstein växer i huvudsak blandskog. Runt Wartenstein är det ganska tätbefolkat, med 72 invånare per kvadratkilometer.